# Fabienne Walther
Fabienne Walther (* 26. Mai 1993) ist eine ehemalige Schweizer Unihockeyspielerin.

## Karriere

### Verein
Walther begann ihre Karriere beim UHC Bern Ost und stiess später zu den Bern Capitals. Von 2009 bis 2012 lief sie für die Bernerinnen auf, ehe sie den Verein verliess.
2012/13 lief sie für Piranha Chur auf. Sie erzielte 32 Skorerpunkte in 23 Partien. Mit Piranha Chur gewann sie 2012/13 die Schweizer Meisterschaft.
2013 wechselte sie zurück in den Kanton Bern und unterschrieb einen Vertrag beim UHV Skorpion Emmental.
Zur Saison 2018/19 wechselte die treffsichere Stürmerin vom UHV Skorpion Emmental zu Unihockey Aergera Giffers.
Nach einer Saison bei Aergera Giffers und dem Abstieg der Freiburgerinnen wechselte Walther zu Unihockey Berner Oberland. nach einer Saison bei BEO beendete Walther ihrer Karriere im Frühjahr 2020.

### Nationalmannschaft
2009 debütierte sie an der Euro Floorball Tour für die U19-Unihockeynationalmannschaft. Sie kam in drei Partien zum Einsatz und erzielte dabei zwei Tore und einen Assist. 2010 und 2012 nahm sie an der Weltmeisterschaft teil. 2010 konnten sie keine Medaille gewinnen. Hingegen gelang es der Schweiz 2012, das Turnier auf dem zweiten Schlussrang zu beenden.
2016 bekam sie von Rolf Kern erstmals ein Aufgebot für die A-Nationalmannschaft. An der EFT kam sie in drei Partien zum Einsatz. Ein Tor gelang ihr dabei nicht.